# مشروع قسنطينة

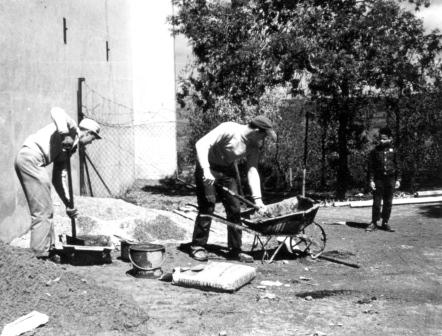

خطة التنمية الاقتصادية والاجتماعية في الجزائر أو مشروع قسنطينة (1959-1963) (بالفرنسية: Plan de Constantine) هو برنامج اقتصادي صممته الحكومة الفرنسية في عام 1958 في ذروة الحرب في الجزائر وبعد وصول الجنرال ديغول إلى السلطة. أعلن ديغول عن خطته في خطابه الموجه إلى محافظة قسنطينة في 3 أكتوبر 1958. يهدف المشروع شكلا لتقييم مجموع موارد الجزائر، ولكن المقصود هو الإضعاف السياسي لجبهة التحرير الوطني.
يعتبر هذا المشروع في نظر الفرنسيين مشروعا اقتصاديا واجتماعيا وثقافيا مفيدا، بينما نظر إليه الجزائريون كمشروع استعماري هدفه إفشال الثورة وإبعاد الشعب الجزائري عنها وفصله بالأساس عن جيش التحرير الوطني وإقناعه بضرورة الاندماج في فرنسا .
استخدم ديغول في هذا المشروع وسائل (التهدئة) للقضاء على الثورة الجزائرية وخلق فئة من المتغربين الجزائريين يحكم من خلالها الجزائر بعد أن يتمكن من تدجين الشعب الجزائري .

## محتوى المشروع
اعتمد المشروع على الأعمال سابقة : تقرير لجنة Maspetiol حول العلاقات المالية بين الجزائر وفرنسا (يونيو 1955) والآفاق العقدية للتنمية الاقتصادية في الجزائر (مارس 1958). استوحي مشروع قسنطينة من المخطط المعد لإعادة الإعمار بعد الحرب في فرنسا، على أنه مرشد وغير ملزم. تقديرات حصص الاستثمار بين القطاعين العام والخاص متساوية، 50 ٪ لكل منهما.
أسندت مهمة تنفيذ المشروع إلى بول ديلوفرييه (Paul Delouvrier)، وهو مفتش مالي شغل عدة مهام في مكاتب وزارية مختلفة من الجمهورية الرابعة. ويعمل مع المفوض العام للحكومة في الجزائر 1958-1960 على إحلال السلام.
ووضع مشروع قسنطينة لتحقيق المسائل التالية في ظرف 5 سنوات :
- بناء 200 ألف مسكن، تسمح بإيواء مليون نسمة
- إعادة توزيع 250 ألف هكتار من الأراضي الزراعية
- تطوير الري
- توظيف الجزائريين ضمن إطارات الدولة الفرنسية بنسبة 10% في الإدارة والجيش والتعليم.
- تمدرس مليون ونصف طفل في المدارس من بين الأطفال الذين بلغوا سن التعليم.
- تسوية المرتبات والأجور في الجزائر مع مرتبات وأجور فرنسا.
- إيجاد 400 ألف وظيفة جديدة بواسطة إيجاد معامل عديدة تهدف إلى تصنيع الجزائر

برنامج التصنيع المرتقب يرتكز على المساعدات المباشرة وغير المباشرة للشركات الخاصة التي تستثمر في الجزائر (الإعفاء من ضرائب معينة ، ودعم الاستثمار تصل إلى 10 ٪) ، وتطوير المناطق الصناعية (بما في ذلك منطقة رويبة-رغاية على مساحة 1100 هكتار شرق مدينة الجزائر) وتنمية الموارد الطاقوية (النفط والغاز الطبيعي) المكتشفة قبل وقت قصير في الصحراء، والتي يمكن أن توفر الموارد اللازمة للتصدير و لطاقة رخيصة.
في فرنسا، كان مشروع قسنطينة وراء إنشاء صندوق العمل الاجتماعي (بالفرنسية: Fonds d'Action sociale : FAS) للعمال المسلمين من الجزائر في فرنسا وعائلاتهم.

## النتائج
أعلن أن هذا المشروع سيمول بألفي مليار خلال السنوات الخمس المقبلة أي 400 مليار فرنك فرنسي في العام تدفع الميزانية الفرنسية نصفها على أن تدفع رؤوس الأموال الخاصة النصف الآخر. ونظرا لعدم الالتزام بالتمويل وبحكم أن المشروع في حد ذاته كان يهدف إلى فصل الشعب عن الثوار فإنه لم يحقق أهدافه.
ذلك أنه لم يكن برنامجا اقتصاديا بقدر ما هو مشروع استعماري دعائي وللدلالة على ذلك يمكن التأكد بالرجوع إلى أقوال أحد المسؤولين الفرنسيين يدعى ديلوقريي : «حتى لو فرضنا أن الحرب ستنتهي قريبا فإن تقرير مصير الجزائريين لا يمكن أن يقع على إثر ذلك مباشرة إذ يجب أن نترك الوقت اللازم لعودة الحياة السياسية إلى البلاد ومن هذه الناحية نجد أن مشروع قسنطينة يسهل وعي الجزائريين ويمكن من تدعيم مصير فرنسا في الجزائر».
وهكذا فإن مشروع قسنطينة كان قد ضم جوانب إصلاحية نذكر منها المشروع الثقافي والمشروع الإداري والمشروع الصحي والمواصلات واستغلال الصحراء ، وتكوين نخبة متغربة عرفت باسم القوة الثالثة تحكم الجزائر باسم فرنسا.